# Марк Ван Дорен
Марк Ван Дорен (англ. Mark Van Doren; 30 червня 1894 Гоуп (Іллінойс) — 10 грудня 1972, Торрінгтон (Коннектикут)   — американський поет, письменник і критик. Він був науковцем і професором англійської мови в Колумбійському університеті протягом майже 40 років, де він надихнув покоління впливових письменників і мислителів, включаючи Томаса Мертона, Роберта Лакса, Джона Беррімана, Віттакера Чемберса і письменників Beat Generation, таких як Аллен Гінсберг і Джек Керуак. Він був літературним редактором газети The Nation у Нью-Йорку (1924—1928) та її кінокритиком у 1935—1938 роках.

## Біографія
У 1922 році Марк Ван Дорен одружився з Дороті Графф, письменницею і автором мемуарів «Професор і я» (1959), з якою він познайомився раніше в The Nation. Його успішна книга «Антологія світової поезії» дозволила подружжю купити будинок на Блікер-стріт у Нью-Йорку в лютому 1929 року, до того, як ринки обвалилися.
Їхній син Чарльз Ван Дорен (12 лютого 1926 — 9 квітня 2019) ненадовго прославився як переможець сфальсифікованого ігрового шоу Twenty-One. У фільмі «Шоу вікторини» (1994) Марка Ван Дорена зіграв Пол Скофілд, який за свою гру був номінований на премію «Оскар» у категорії «Кращий актор другого плану». Їхній другий син — Джон Ван Дорен, який також живе в Корнуоллі, штат Коннектикут, на фермі, де їхній батько писав більшість своїх листів у період навчання, і куди він переїхав після виходу на пенсію.
Марк Ван Дорен помер 10 грудня 1972 року в Торрінгтоні, штат Коннектикут, у віці 78 років, через два дні після операції щодо проблем з кровообігом у лікарні Шарлотти Хангерфорд. Він був похований на кладовищі Корнуолл Холлоу в Коннектикуті.